# Comuna Ciubarivka, Polohî
Ciubarivka (în ucraineană Чубарівка) este o comună în raionul Polohî, regiunea Zaporijjea, Ucraina, formată din satele Balocikî, Burlațke, Cikalova, Ciubarivka (reședința), Hliborobne, Krasnoselivka, Ternove și Zolota Poleana.

## Demografie
Componența lingvistică a comunei Ciubarivka
     Ucraineană (92,13%)
     Rusă (6,97%)
     Alte limbi (0,24%)
Conform recensământului din 2001, majoritatea populației comunei Ciubarivka era vorbitoare de ucraineană (92,13%), existând în minoritate și vorbitori de rusă (6,97%).